# داتزیو
داتزیو (به ایتالیایی: Dazio) یک کومونه در ایتالیا است که در استان سوندریو واقع شده‌است.

## خصوصیات
داتزیو ۳٫۷ کیلومترمربع مساحت و ۳۸۰ نفر جمعیت دارد.